# 新馬基夫卡
49°46′46″N 30°34′18″E / 49.77944°N 30.57167°E
新馬基夫卡（烏克蘭語：Нова Маківка）是位於烏克蘭北部的村莊，由基辅州白采爾克瓦區的羅基特內市鎮負責管轄。該村始建於1926年，面積10平方公里，海拔高度171米，2001年人口442，人口密度每平方公里44.2人。